# Верхньодніпровськ
Верхньодніпро́вськ — місто у Кам'янському районі на півночі Дніпропетровської області. Центр Верхньодніпровської громади.
Населення на 1 січня 2014 року — 16 760 осіб.

## Географія
Верхньодніпровськ розташований на Придніпровській височині, на правому березі Кам'янського водосховища при впадінні річки Самоткань у Дніпро.
Береги Дніпра в цьому місці досить високі та пориті ярами і балками, через це в місті існують значні перепади висот, від 60 до 158 метрів над рівнем моря.
Місто є адміністративним центром Верхньодніпровської міської громади. Через місто проходять автомобільні дороги Н08 і Т 0437.
Кількість опадів на рік — 416—455 мм. Пересічна температура січня становить −6,2 °C, а липня — +21,2 °C.

## Історія
У 1640—1655 роках на цій території був укріплений маєток польського дозорця, згодом наприкінці 17 століття виник козацький зимівник. Після ліквідації Запорізької Січі ці землі по річці Самоткані стали власністю князя Григорія Потьомкіна. У 1779 році він на місці колишнього зимівника заснував слободу Григорівку, саме цей рік узято за офіційну дату заснування міста. За даними перепису 1782 року у Григорівці проживало 415 жителів.
У 1785 році слободу передано до казенного відомства, названо Новогригорівкою та призначено для поселення відставних сімейних та осілих солдатів.

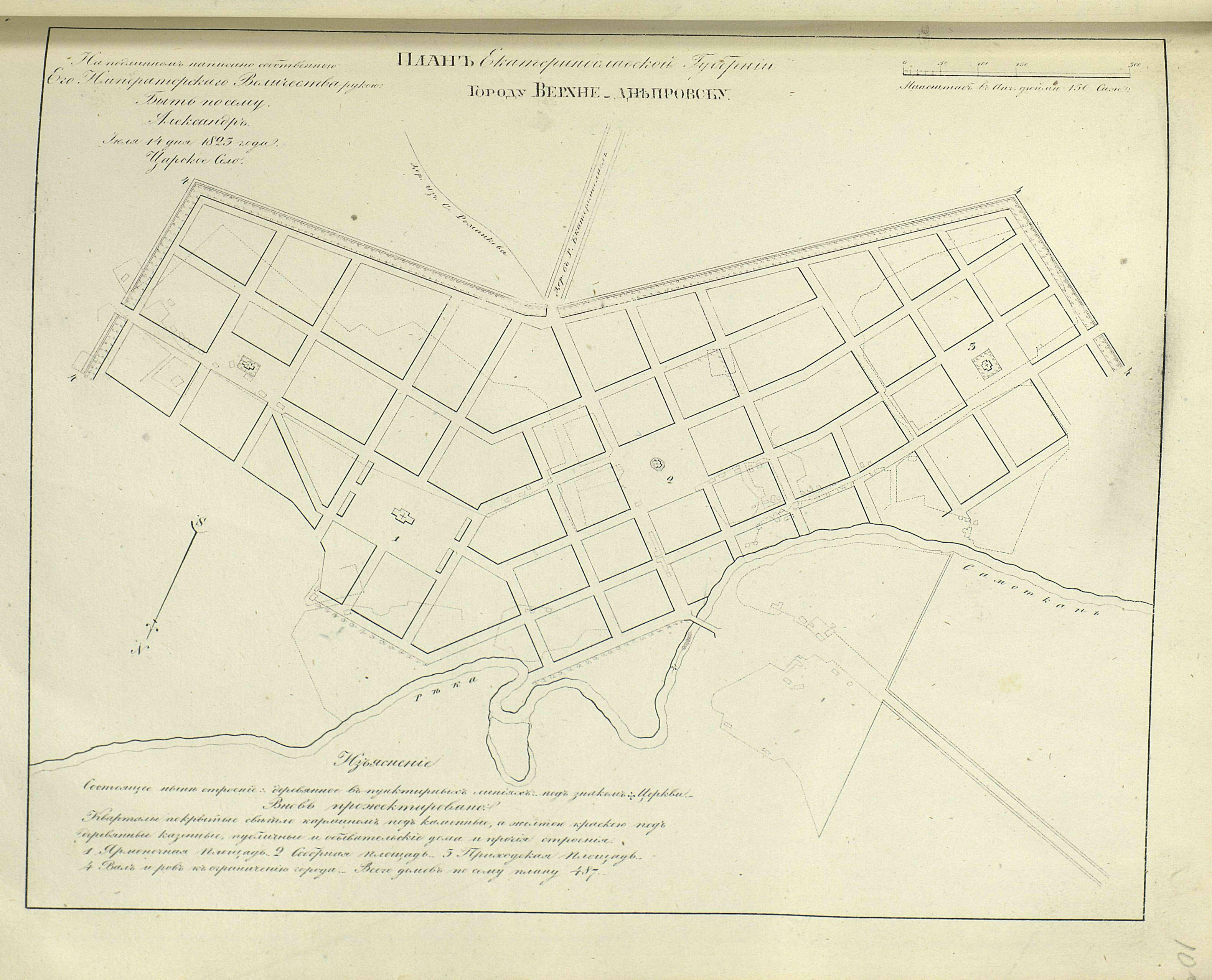
Генеральний план у 1839

5 червня 1806 слободу віднесено до розряду повітових міст Катеринославської губернії і названо Верхньодніпровськом.
До 19 століття основним заняттям мешканців було землеробство і скотарство. Згодом стали розвиватися ремесла і торгівля. З'явилися підприємства з обробки шкіри, салотопні підприємства, лісопильний завод.
У 1858 році населення міста становило 2568 жителів, з них 1160 — державні селяни, 1219 — міщани, 38 — дворяни, 35 — духовенство, 55 — різночинці. З підприємств у 1860 році працювали цегельний завод, тютюнова фабрика, водяний млин, лісопильня. Місто мало 4 вулиці. Центральна вулиця, де були розміщені повітові установи, ринок і крамниці мала назву Катеринославська. Будівлі в основному будувались із дерева, з 422 будинків — лише один кам'яний.
Після реформи 1861 року в Росії розвиток міста пожвавився. На 1899 рік у Верхньодніпровську було 29 підприємств (серед яких спиртоочисний завод, 2 парові млини, парова лісопильня), а також 442 ремісничих заклади. Щорічно проводились 4 ярмарки. Кількість населення за даними перепису 1897 року — 6700 жителів.
Січень 1899 року — почав працювати Верхньодніпровський металургійний завод, на якому була невелика доменна піч і чавуноливарний цех. Проте вже у жовтні 1899 року через економічну кризу роботу доменної печі було зупинено.

### Новий час

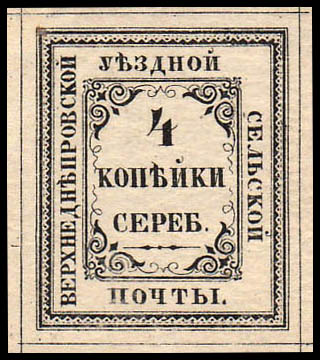
Поштова марка повітової пошти, 4 копійки

Напередодні Першої світової війни у Верхньодніпровську проживало вже 12640 жителів. Налічувалось 10 невеликих підприємств та 368 ремісничих заклади. Вулиці міста освітлювались гасовими ліхтарями.
У 1911 році збудовано земську лікарню на 50 місць, де працювало 4 лікарі.
На 1913 рік у місті працювали 3 початкові загальноосвітні училища, жіноча та чоловіча гімназії, а також дві бібліотеки.
Під час подій 1917–1919 рр. місто неодноразово переходило з рук в руки. В березні 1917 року створено міський комітет громадських організацій, який підтримував Тимчасовий уряд. З листопада 1917 року боротьба за владу в місті точилась між прихильниками УНР та більшовиками. В січні 1918 року проголошено радянську владу.
У квітні 1918 року зайняте німецько-австрійськими військами, починають формуватися органи влади Гетьманату. Після залишення міста німецькими військами у грудні 1918 року влада знову перейшла до рук більшовиків, згодом на короткий час місто зайняли війська Директорії УНР, у лютому 1919 року знову радянські. В середині травня під час антибільшовицького повстання на декілька днів місто зайняли війська отамана Григор'єва. В серпні місто здобули війська генерала Денікіна.
31 грудня 1919 року — захоплення Верхньодніпровська радянськими військами, остаточне встановлення радянської влади.
1923 року після запровадження нового адміністративного поділу УРСР стає центром новоутвореного Верхньодніпровського району Катеринославської губернії, з 1932 року входить до складу Дніпропетровської області.
Протягом 1930-х років в умовах індустріалізації починає зростати промисловість Верхньодніпровська. Спиртоочисний завод перетворено на дослідний завод комплексної переробки сільськогосподарських відходів (гідролізний завод). Розширено чавуноливарний завод ім. 1 Травня та лісозавод, на березі Дніпра почали видобувати граніт.
Більшовики послідовно нищать усі православні храми — відтак місто не має нині жодної історичної церкви.
Напередодні Другої світової війни в місті діяли районна лікарня, поліклініка, санаторій, поблизу міста — будинок відпочинку спроектований київським архітектором О. О. Тацієм (нині санаторій «Славутич»). Працювало багато навчальних закладів: 2 середні, 2 семирічні та 2 початкові школи, сільськогосподарський технікум, школа медичних сестер, школа комбайнерів, навчальний комбінат з підготовки механізаторів. Заклади культури в місті на той час: будинок культури, літній кінотеатр, бібліотека, радіовузол.
21 серпня 1941 року Верхньодніпровськ зайняли німецькі війська. У місті знаходилася обласна Школа поліцейських. У 1941-43 видавалася «Верхнєдніпровська газета» — орган гебітскомісара. Газета виходила двічі на тиждень обсягом дві сторінки й накладом 5 000 примірників. Редактор К. Верба.
Одне з тогочасних газетних повідомлень: «У неділю 6-го червня новий поштамт на Німецькій вулиці передано до його призначення. Ясне, світле, заново перебудоване приміщення містить у собі, крім службових кімнат, ще й житлові квартири чиновників». («Верхнєдніпровська газета», № 53, 3 липня 1943).
22 жовтня 1943 року після боїв в околицях міста, його зайняли радянські війська. За час окупації німецькими військами було завдано значних збитків промисловості міста, 327 жителів було розстріляно, 3864 вивезено на примусові роботи до Німеччини.

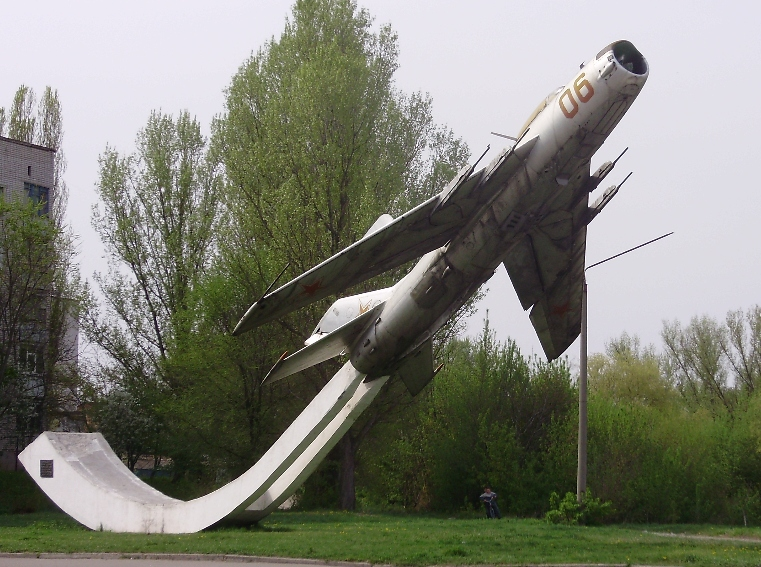
Пам'ятник льотчикам 10-ї гвардійської повітряно-десантної дивізії

Протягом наступних 5 років відбувалась відбудова міста. В 1944 році відновив роботу чавуноливарний завод ім. 1-го Травня. Відбудовані були електростанція, млин, міський водопровід, каналізація.

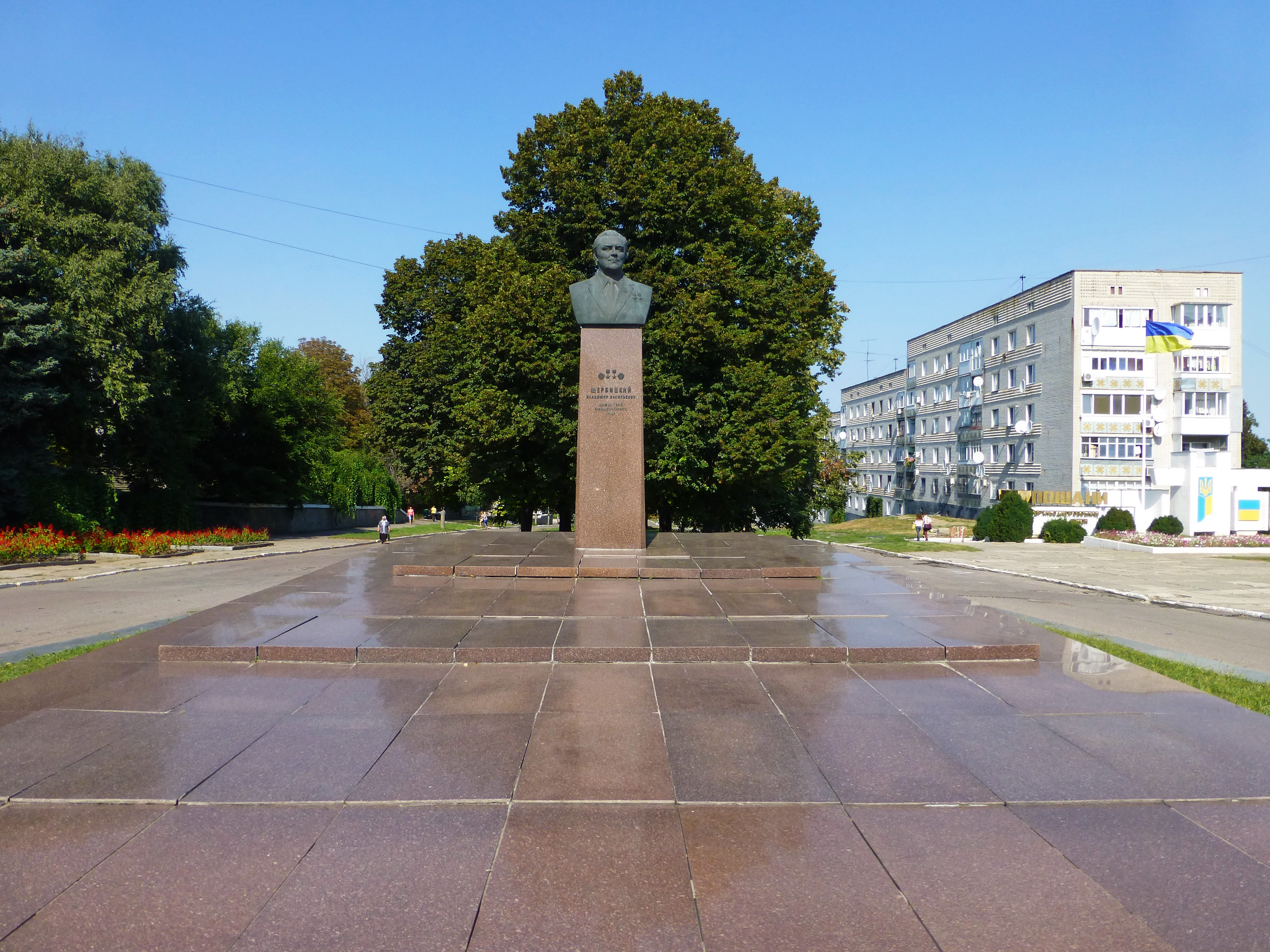
Бюст двічі Герою Соціалістичної Праці В. В. Щербицькому, просп. Шевченка, на бульварі

У 1950—1960 роках Верхньодніпровськ продовжував зростати як промислове містечко. Було збудовано машинобудівний завод, організовано автопарк. З підприємств харчової промисловості діяли: хлібозавод, молокозавод, млин, олійниця.
З 30 грудня 1962 року по 4 січня 1965 року мав статус міста обласного підпорядкування.
Населення міста у 1967 році становило — 11,9 тис. жителів.
Інфраструктура Верхньодніпровська у 1967 році:
побут — промисловий і районний побутові комбінати обслуговування населення, 42 магазини, готель «Чайка» на березі Кам'янського водосховища.
лікарня, кістково-туберкульозний санаторій, будинок відпочинку.
6 середніх шкіл, школа-інтернат, Верхньодніпровський сільськогосподарський технікум, музична школа.
кінотеатр «Дніпро», 8 бібліотек, будинок культури, стадіон. З 1930 року видається газета «Придніпровський комунар».
У 1979 році місто нагороджене орденом «Знак Пошани».
1983 рік — творчій групі із семи осіб надано звання лауреатів Державної премії УРСР імені Тараса Шевченка за забудову та впорядкування центру Верхньодніпровська.

## Населення

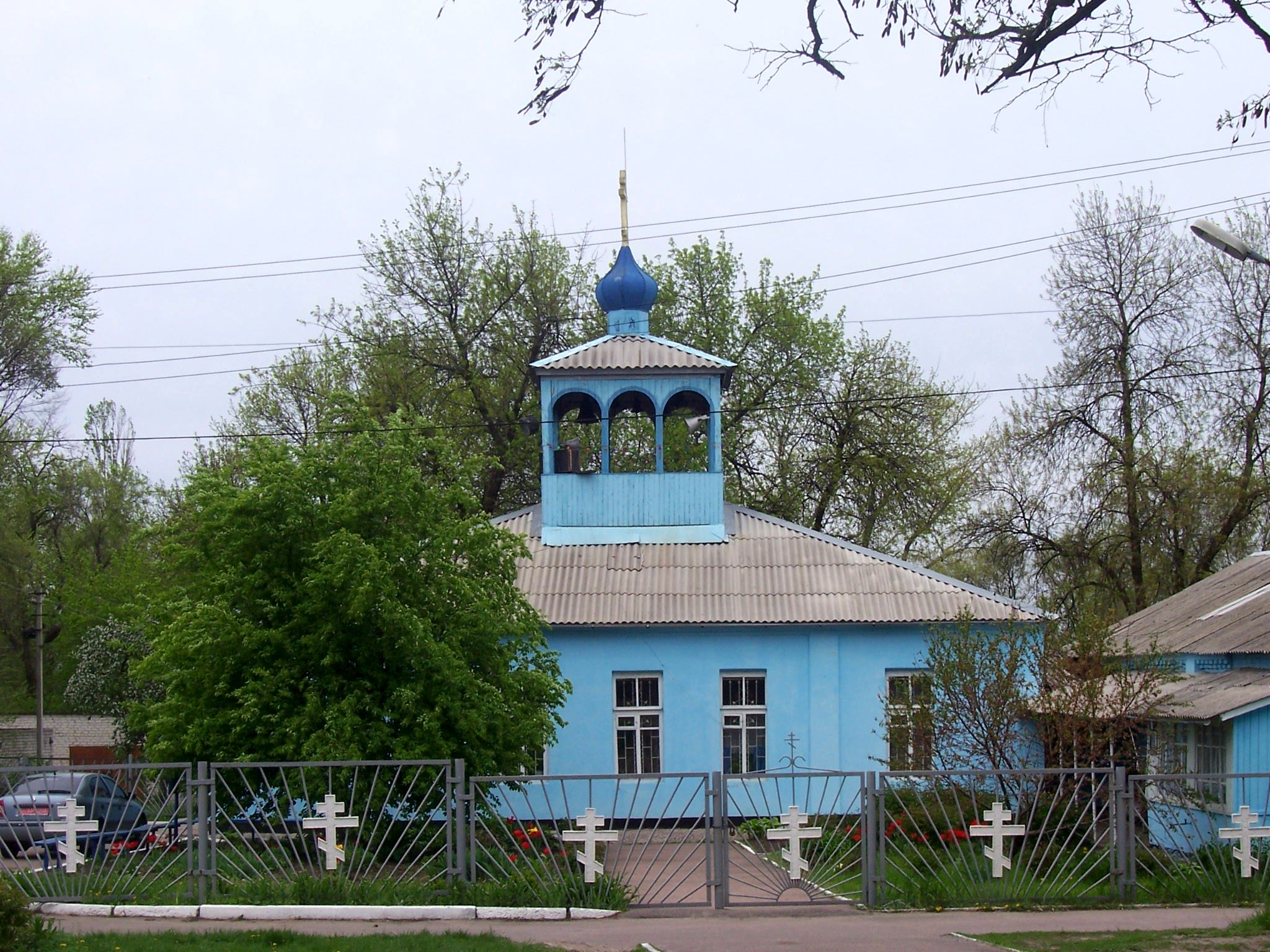
Місцева церква

### Національний склад
Розподіл населення за національністю за даними перепису 2001 року:
| Національність  | Відсоток |
| --------------- | -------- |
| українці        | 89,41 %  |
| росіяни         | 9,05 %   |
| білоруси        | 0,58 %   |
| вірмени         | 0,11 %   |
| інші/не вказали | 0,85 %   |

### Мова
Розподіл населення за рідною мовою за даними перепису 2001 року:
| Мова            | Чисельність, осіб | Відсоток |
| --------------- | ----------------- | -------- |
| Українська      | 14 847            | 89,00 %  |
| Російська       | 1 747             | 10,47 %  |
| Білоруська      | 38                | 0,23 %   |
| Вірменська      | 16                | 0,10 %   |
| Румунська       | 4                 | 0,02 %   |
| Болгарська      | 1                 | 0,01 %   |
| Інші/Не вказали | 29                | 0,17 %   |
| Разом           | 16 682            | 100 %    |

## Промисловість

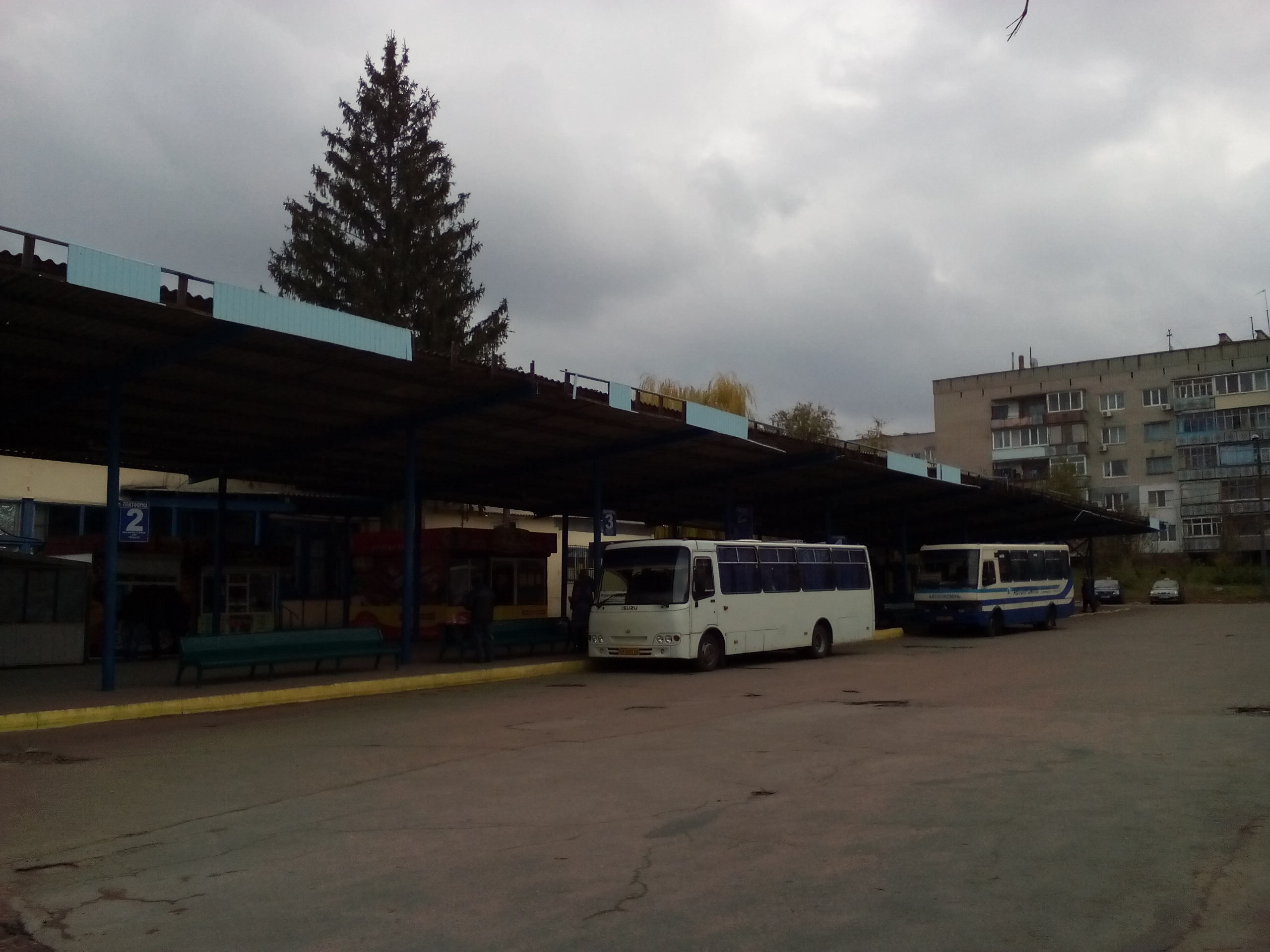
Автостанція

У Верхньодніпровську діють такі підприємства:
- Верхньодніпровський машинобудівний завод — виробляє вагони та обладнання для паперової та металургійної промисловості;
- Верхньодніпровський ливарно-механічний завод — вироби з чавуну і сталі, арматура;
- Верхньодніпровський авторемонтний завод — виробляє тентовані автомобільні напівпричепи;

## Освіта
Найвідоміший заклад освіти у місті: заклад фахової передвищої освіти — Відокремлений структурний підрозділ «Верхньодніпровський фаховий коледж Дніпровського державного аграрно-економічного університету» https://vkddaeu.dp.ua/. Створений у 1924 році як Верхньодніпровський сільськогосподарський технікум плодоовочівництва. Має два відділення: денне та заочне, готує фахівців за 4 спеціальностями «Облік і оподаткування», «Підприємництво, торгівля та біржова діяльність», «Фінанси, банківська справа і страхування», «Право».
Верхньодніпровське професійно-технічне училище № 80. Створене у 1980 році на базі спеціального виправного трудового закладу, готує перукарів, водіїв, трактористів.
Також у місті є 5 дитячих садочків, 4 середніх загальноосвітніх школи, вечірня школа для працюючої молоді, музична школа, спецшкола-інтернат, дитячий будинок-інтернат, ДЮСШ.

## Інфраструктура
На березі Кам'янського водосховища розташований спеціалізований кардіологічний Санаторій «Славутич» ім. Б. В. Пашковського. Також у Верхньодніпровську діють «КП „Верхньодніпровський центр первинної медико-санітарної допомоги>> Верхньодніпровської міської ради“ і „КП <<Верхньодніпровська центральна міська лікарня“ Верхньодніпровської міської ради».
Через місто проходить автошлях національного значення Н08, а також автошлях регіонального значення Т 0415 Верхньодніпровськ—Вільногірськ.
Придніпровська залізниця через місто не проходить. Станція Верхньодніпровськ розташована за 12 км від міста у смт. Новомиколаївка.

## Культура

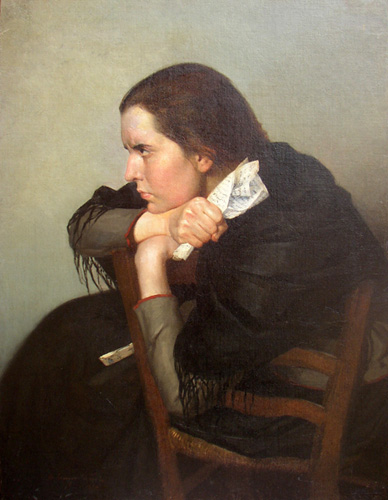
Серафима Блонська — російська художниця українського походження, з п'ятирічного віку жила з родиною у Таганрозі

У мережу культурних закладів міста входять районний будинок культури, палац дитячої та юнацької творчості, центральна районна бібліотека та міський музей.
В місті видається районна газета "Придніпровський край>>. Місцевого радіомовлення і телебачення немає.

### Пам'ятки архітектури
Будинок по вул. Дніпровській, 26. Споруджений наприкінці 1874 року, був осередком Верхньодніпровських повітових земських зборів, тут вирішувались різноманітні питання: прокладання залізниці, відкриття народних училищ, обрання мирових суддів і губернаторських гласних тощо.
Ця будівля, виконана з елементами готики, розпорядженням районної державної адміністрації у 1995 р. віднесена до пам'яток архітектури місцевого значення. Сьогодні у ній розташовується міський відділ освіти.

## Релігія
У місті знаходяться наступні сакральні споруди релігійних громад:
- Храм Святого Апостола Андрія Первозванного (ПЦУ) (вул. Поля, 27);
- Свято-Успенський храм;
- Церква Покрови Пресвятої Богородиці (УГКЦ) (вул. Владики Сапеляка, 31);
- Зал Царства Свідків Єгови (вул. Пожежна, 19-А);
- Християнська Церква Повного Євангелія «Блага Вістка» (вул. Гагаріна, 80);
- Церква Адвентистів сьомого дня (вул. Гагаріна, 101).

## Місто-побратим
Бохольт, Німеччина

## Відомі люди

Cотник Армії УНР Никифор Авраменко

У Верхньодніпровську бували Олександр Пушкін (1820) і Тарас Шевченко (1843).
Народилися:
- Авраменко Никифор Антонович — сотник армії Української Народної Республіки.
- Бабенцов Віктор Володимирович — український живописець.
- Вишневська Зоя Всеволодівна — українська радянська майстриня художнього текстилю.
- Івашина Дмитро Васильович — військовий і громадський діяч, журналіст, поет, редактор, головний референт преси Міністерства преси та пропаганди УНР, голова Українського комітету ім. Симона Петлюри, член Союзу українських журналістів і письменників на чужині.
- Іллічевський Анатолій Хомич — український бібліограф, літературознавець, перекладач.
- Лисогор Степан Омелянович — полковник Армії УНР.[7]
- Мельників Євген Венедиктович — підполковник Армії УНР.[8]
- Середа Петро Терентійович — підполковник Армії УНР.
- Володимир Щербицький — радянський державний та партійний діяч.
- Світлий Юрій Герасимович — український вчений в галузі гідравлічного транспортування матеріалів, водовугільного палива і гідромеханізації, Член Донецького відділення НТШ.

- Сень Олександр Васильович (1977—2017) — старший солдат Збройних сил України, учасник російсько-української війни.
- Семисал Роман Володимирович (* 1976) — український актор та режисер театру, актор кіно та дубляжу, поет.
- Пономаренко Дмитро Георгійович (* 1972) — український дипломат. Надзвичайний і Повноважний Посол України в Республіці Корея (з 2021). Генеральний консул України у місті Шанхай, КНР (2016—2020).
- Ярмолюк Єгор Романович — український футболіст, атакувальний півзахисник клубу «Брентфорд».